# Smalbladet timian
Smalbladet Timian (Thymus serpyllum) er en 5-25 cm høj dværgbusk, der i Danmark er vildtvoksende på heder, i klitter og på tørre overdrev. Den ligner bredbladet timian, men stænglen er cylindrisk eller kun lidt firkantet og alsidigt håret. Smalbladet timian kan anvendes som smukt bunddække i haver.

## Beskrivelse
Smalbladet timian er en stedsegrøn, krybende dværgbusk med en tæppedannende og rodslående vækstform. Barken er først rødlig og behåret, senere brun og stribet. Knopperne er rødlige og tæt hårede og sidder i bundter ved ledknuderne. Bladene er bittesmå og linjeformede med indrullet rand og behåring langs den inderste del af bladet.
Den kugleformede blomsterstand sidder på oprette skud og består af rødviolette læbeblomster med grønne eller røde svøbblade. Hele standen er beklædt med lange, hvide hår. Frøene modner godt i Danmark, hvor de spirer på rå og tør jord.
Rodnettet er trævlet, og stænglerne slår rod dér, hvor ledknuderne rører jorden.
Højde x bredde og årlig tilvækst: 0,05 x 1 m (5 x 10 cm/år).

## Voksested
Smalbladet timian vokser over det meste af Europa (inklusive Danmark) på tørre stepper og heder med mager, varm og tør jord, hvor græs og andre kraftige, skyggende planter bliver holdt nede ved trafik, græsning eller slåning.
I Danmark er den almindelig i det meste af Jylland, i Nordsjælland og på Bornholm. Arten vokser på kalk- og næringsrige grønsværsklitter sammen med arter somalmindelig cypresmos, almindelig kløvtand, almindelig kortkapsel, bakkenellike, bidende stenurt, blodrød storkenæb, dueskabiose, hvidlig kortkapsel, klitfladbælg, liden klokke, lyngsnerre, nikkende kobjælde, plænekransemos og sandrottehale.
Smalbladet timian anses for at være hjemmehørende i Danmark
Smalbladet timian er fødegrundlag for larver af sommerfuglen sortplettet blåfugl.

## Anvendelse
Planten indholder bakteriedræbende stoffer (mest thymol) og bruges medicinsk på grund af den antiflammatoriske virkning. På Balkanhalvøen bruges plantens blade i urteteer, hvor den indtages som middel mod betændelsestilstande, bl.a. forkølelse og gigt.
Den er meget velegnet i en anlagt blomstereng, hvor den bidrager til den ret sene blomstring, sammen med sine naturlige naboer.

## Galleri
|  |  |  |
|  |  |  |